# Whirlpool Rapids
Whirlpool Rapids är en fors i Kanada.   Den ligger i provinsen Ontario, i den sydöstra delen av landet, 400 km sydväst om huvudstaden Ottawa. Whirlpool Rapids ligger 121 meter över havet.
Terrängen runt Whirlpool Rapids är huvudsakligen platt. Whirlpool Rapids ligger nere i en dal. Runt Whirlpool Rapids är det tätbefolkat, med 442 invånare per kvadratkilometer.. Närmaste större samhälle är Niagara Falls, 1,9 km söder om Whirlpool Rapids. 
Runt Whirlpool Rapids är det i huvudsak tätbebyggt.